# Folly Gyula (agrármérnök)
Folly Gyula (Budapest, 1943. augusztus 14. – Ajka, 2011. augusztus 17.) agrármérnök, növényvédelmi szakmérnök, a Folly Arborétumot alapító dr. Folly Gyula Mátyás unokája. 
A diplomaszerzést követően Badacsonyban dolgozott a TSZ-ben és a Badacsonyi Állami Gazdaságban növényvédő szakmérnökként. Töretlenül hitt a Badacsonyörsön található egykor családi tulajdonban lévő arborétum létjogosultságában, annak továbbfejlesztésében. 1977-ben díszfaiskolával bővítette ki a gyűjteményes kertet és további telepítéseket végzett. 1981-ben nyugat-európai gyűjtőútjáról mintegy száz „új” növényfajt, illetve fajtát hozott az arborétumba. Az 1980-as évek közepe táján az arborétum területét állami támogatással bekerítették, ezzel megakadályozva a vadkárosítást és a lopásokat. Nevéhez fűződik az arborétumi területek államosítás utáni visszaszerzése és felvirágoztatása.
Ahogy az édesapja, ő is a Független Kisgazdapárt tagja volt. Közéleti szerepet vállalt, a helyi politikában is részt vett, Badacsonytomajon önkormányzati képviselő volt több cikluson át.
1967. május 26-án feleségül vette Horváth Évát (Badacsonytomaj, 1946.06.20 - ), házasságukból négy gyermek született: Péter, Ágnes, Réka és Judit.